# 대명일통지
《대명일통지》(大明一統志)는, 중국 명나라의 이현(李賢), 팽시(彭時) 등이 천순 5년(1461년)에 편찬한 지리책이다.

## 성립
북송(北宋)의 《태평환우기》(太平寰宇記) 이래로 중국에서는 통일 왕조가 성립되고 그에 수반해 지리서가 편찬되는 것이 하나의 통례가 되었다. 원대(元代)에는 거질의 《대원대일통지》(大元大一統志) 1300권이 편찬되었는데 이 책은 잔권과 인용 부분만이 남아있다. 
처음 홍무(洪武) 3년(1370년) 위준민(魏俊民), 황지(黃篪), 유엄(劉儼), 정봉(丁鳯) 등이 《대원대일통지》의 체제를 따라 초안을 잡아 《대명지》(大明志)라는 이름의 책으로 처음 편찬하였다. 홍무 6년(1373년) 편찬된 이 책은 홍무 17년(1384년) 《대명청류천문분야서》(大明清類天文分野書) 24권에 편성되었고, 경태(景泰) 7년(1456년) 119권으로 완성되어 《환우통지》(寰宇通志)라 하였는데(전119권), 당시의 양경(兩京), 13포정사(布政司)를 강(綱), 여러 부주(府州)들을 목(目)으로 하고 그 아래에 건치(建置), 연혁(沿革), 관할 군(郡)의 이름들과 산천, 형승(形勝), 풍속(風俗), 토산(土產) 등 38개 문(門)으로 되어 있었다. 
《환우통지》가 완성된 이듬해에 탈문의 변으로 경태제로부터 제위를 빼앗은 영종은 연호를 천순(天順)으로 바꾸고, 이현(李賢) 등에게 《환우통지》의 개정을 명했다. 앞서 홍무제·영락제(永楽帝) 이래 중국 각지에서는 그 지역의 지방지(地方志)가 편찬되고, 천순 연간까지 그러한 지방지의 수는 257종에 달해 있었다. 이미 영락제 때에도 이러한 지방지들을 토대로 하는 종합적인 지리지의 편찬을 시도했지만 미완으로 그쳤다.
홍무제 때 편찬된 《대명지》는 천순 2년(1458년) 8월에 《환우통지》의 중수를 시작할 때까지도 남아 있었는데, 천순 5년(1461년)에 중수 작업이 완료된 뒤 간행이 중지되었고 현전하지 않는다. 새로 중수된 《환우통지》에는 《대명일통지》라는 이름이 붙었다. 이 책은 이후 홍치(弘治), 만력(萬曆) 연간에 중수하면서 다시금 수정을 거쳤고, 가정(嘉靖), 융경(隆慶) 연간에 이후의 내용이 더 추가된다.

## 판본
《대명일통지》는 명 영종 때의 원판(필사본, 초각) 외에도 홍치 18년(1505년) 신독재(慎獨齋) 간본, 만력 16년 양간귀인재(楊刊歸仁齋) 간본, 천계(天啟) 5년(1625년)의 간행된 대자본(大字本), 만수당(萬壽堂) 간본 및 청 초기의 직수당각본(織秀堂刻本), 문연각사고전서본(文淵閣四庫全書本), 1965년에 대만에서 펴낸 영인본(影印本) 등이 있다. 《대명일통지》 이후 청대에도 《대청일통지》(大清一統志)가 편찬되었다.

## 구성
《대명일통지》는 첫머리에 「대명일통지도」(大明一統之図)라는 이름의 지도를 실었다. 권1부터 권88까지는 전국을 직예(直隷)와 13개 포정사사(布政使司)로 나누었다. 각각의 포정사사에 대해서는 우선 전체 지도를 싣고, 이어 그곳에 속한 부(府) 및 주(州) 등등을 기술하고 각 부의 이정(里程)이나 건치 연혁, 소속 현 일람, 군의 이름을 적고 형승(形勝)·풍속·산천·토산·공서(公署)·학교·서원·궁실·관량(関梁)·사관(寺観)·사묘(祠廟)·능묘(陵墓)·고적(古蹟)·명환(名宦)·유우(流寓)·인물(人物)·열녀(列女)로 나누어 설명하였다.
마지막 2권은 외이(外夷) 즉 중국 외부의 국가인 조선·여진(女直)·일본·류큐(琉球) 등이 실려 있으며, 설명은 각국의 연혁·풍속·산천·토산만을 간단하게 다루었다.

## 영향
한국의 조선 왕조에서는 15세기부터 여러 종의 지지(地誌)가 편찬되었는데 《대명일통지》의 영향을 받아 성종 12년(1481년) 전국적인 규모의 지리지인 《동국여지승람》(東国輿地勝覧)(50권)이 편찬되고, 여러 차례의 개정을 거쳐 중종 25년(1530년) 《신증동국여지승람》(新増東国輿地勝覧)이 완성되었다. 그리고 이 책의 체제를 답습한 각 군현의 「읍지」(邑誌) 편찬으로 이어지게 된다.
15~16세기 조선에서 《대명일통지》는 대표적인 중국 지리지로서 수용되었으며, 본서의 대조선관은 후역사지리를 연구하는 학자들에게 기본 자료로 이용되었다. 《대명일통지》에서는 단정적인 기술보다는 여러 관련 기록과 전승들을 열거하고 수록하는 선에서 그쳤고, 요동 지역에 대한 일부 지명의 고증에서는 한국 고대사의 지명을 비정함에 단서가 될 만한 언급이 있었다. 류형원을 비롯한 조선의 실학자들은 고조선, 고구려, 발해 등 요동 지역에서의 한국 왕조들의 역사적 행방에 관심을 기울이면서 요동 지역을 조선의 옛 땅으로 비정한 요사나 요동 일대를 고구려의 옛 강역으로 비정한 《대명일통지》의 기사를 재발견했다.
《대명일통지》는 일본에도 전해져 영향을 주어 에도 시대(江戸時代)에 화각본(和刻本)으로 출판되었으며, 《예비국군지》(芸備国郡志)·《옹주부지》(雍州府志)·《아이즈 풍토기》(会津風土記)·《오기내지》(五畿内志) 등의 지방지들이 《대명일통지》의 체제를 본따 편찬되었다. 메이지(明治) 초기 《대일본국지》(大日本国誌) 아와(安房)도 중국의 《대명일통지》나 《대청일통지》 형식의 지리지였다.